# Saar Koningsberger
Sara Eleonore (Saar) Koningsberger (Utrecht, 6 mei 1987) is een Nederlandse actrice en presentatrice.

## Levensloop
Koningsberger is onder meer bekend van de film De schippers van de Kameleon en was van juni 2007 tot april 2010 presentatrice bij de televisiezender TMF. Tijdens haar middelbareschooltijd op het St. Bonifatiuscollege, begin van dit millennium, speelde ze een van de twee dochters in een serie reclames van Essent. In 2012 tekende Koningsberger een contract bij Veronica. Ze studeerde vanaf 2006 hotelmanagement aan de Hogeschool Tio. In 2006 werd ze lid van de Amsterdamse Studenten Roeivereniging Nereus.
In het najaar van 2018 was Koningsberger een van de deelnemers aan het programma Boxing Stars, ze moest boksen tegen Jennifer de Jong en Billy Bakker. Koningsberger verloor de finale van Jessie Jazz Vuijk.
In 2021 was Koningsberger een van de acht terugkerende oud-deelnemers van het 21e seizoen van het RTL 4-programma Expeditie Robinson, ze viel als zesde af en eindigde daarmee op de 21e plek. Koningsberger was eerder te zien in het elfde seizoen van het programma; toen viel ze als 14e af en eindigde op de vierde plek.

## Filmografie

### Film
- Honger - Maaike (1998)
- De schippers van de Kameleon - Esther Bleeker (2003)
- Van plas tot plas - korte film in opdracht van de waterschappen (2012)
- The Croods - stemacteur voor het personage Eep (2013)

### Televisie
- Westenwind (1999-2003) - Hansje Bots (2003)
- Hotnews.nl - Lara (2005)
- ZOOP - Vervelend meisje (2006)
- IC - Pino Velzen (2006)
- Grijpstra & De Gier - Vera Keunen (2006)
- TMF - Vj (2007-2010)
- Wakker worden op vakantie (2007)
- De nationale iq test - Deelnemer (2009)
- License to Liberty - Presentatrice (2009)
- Free Running the Basics - Presentatrice (2009)
- Wat te doen voor je poen - Presentatrice (2009)
- Het Dorp van Nederland - Presentatrice (2009)
- Kijk dit nou - Presentatrice (2010)
- Hints - Teamcaptain (2010)
- Expeditie Robinson - Deelnemer aan het elfde seizoen (2010)
- Wat zou jij doen met die poen - jurylid (2011)
- Seinpost Den Haag - Aspirant, Antje van Velzen (2011)
- Go cycling - presentatrice (2012)
- De Panamericana Road Trip - Presentatrice (2012)
- Veronica goes couchsurfing - Presentatrice (2012)
- Veronica's Nachtwacht - Presentatrice ( 2013)
- InsideGamer - Presentatrice (2013)
- Show vandaag - Reisdeskundige (2013-2014)
- Veronica's Music - Presentatrice (2014)
- Wie Overleeft Nederland - Deelnemer (2015)
- Boxing Stars - Deelnemer (2018)
- Expeditie Robinson - Deelnemer aan het 21e seizoen (2021)
- Vier handen op één buik - Deelnemer (2021)
- Vier handen op één buik - Deelnemer (2024)

## YouTube
Koningsberger begon in december 2017 een YouTube-kanaal, genaamd 'SuperSaar'. Hier neemt ze haar kijkers mee in het proces van moeder worden. Koningsberger uploadde iedere werkdag een nieuwe video. Inmiddels is ze overgestapt op wekelijkse vlogs. Deze kwamen iedere donderdag online.

## Privé
Koningsberger is een telg uit het in het Nederland's Patriciaat opgenomen geslacht Koningsberger en een dochter van de arts Jacob Christiaan Koningsberger en Yvette Madelon Cerych. Haar grootvader was de hoogleraar prof. dr. Victor Valentijn Koningsberger (1925-1970) en haar overgrootvader de hoogleraar prof. dr. Victor Jacob Koningsberger (1895-1966). 